# Gianyar (plaats)
Gianyar is een bestuurslaag in het regentschap Gianyar van de provincie Bali, Indonesië. Gianyar telt 13.379 inwoners (volkstelling 2010).

## Geboren
- Ide Anak Agung Gde Agung (1921-1999), politicus en diplomaat